# Calathus uniseriatus
Calathus uniseriatus es una especie de escarabajo de la familia Carabidae endémico orocantábrico, citado por primera vez en 1866 por Vuillefroy en las montañas de Reinosa. Alcanza los 14 mm de longitud. Sus palpos y antenas son de color bermellón. Las patas son de color rojo muy oscuro, casi negro. Élitros grandes, con interestrías algo convexas en los machos y planas en las hembras. Presenta un pronoto corto y negro, algo convexo, y redondeado en los lados, ligeramente escotado en la base. Las fosetas basales están punteadas, con una depresión redondeada en el borde exterior.
Especie alpina, se encuentra bajo piedras en canchales de montaña.